# Drapeau des Territoires du Nord-Ouest
Le drapeau des Territoires du Nord-Ouest (Canada) fut adopté en 1969 par le Conseil des Territoires du Nord-Ouest.

## Description
Il s'agit d'un drapeau bleu avec un carré blanc en son centre, occupant la moitié de la longueur et toute la hauteur du drapeau, qui à son tour porte l'écu des armoiries des Territoires du Nord-Ouest. Le bleu représente l'eau abondante des Territoires du Nord-Ouest et le blanc représente la neige et la glace.